# Samantha Reed Smith
Samantha Reed Smith (Houlton, Maine, 1972. június 29. – Auburn, Maine, 1985. augusztus 25.) amerikai iskoláslány volt, aki a hidegháború alatt – 1982 novemberében – levelet küldött Jurij Vlagyimirovics Andropovnak, akit 1982. november 12-én neveztek ki a Szovjetunió Kommunista Pártja (SZKP) főtitkárának. Andropov visszaírt az akkor tízéves kislánynak, melyben meghívta a Szovjetunióba. Samantha Smith elfogadta a meghívást.
Samantha Smith „jószívű nagykövet”-ként került az amerikai és az orosz média középpontjába. Később a „legfiatalabb amerikai nagykövet” nevet kapta, részben békeaktivistaként Japánban tett szolgálataiért. Írt egy könyvet és a Lime Street televíziós sorozatban kezdett szerepelni. 13 évesen halt meg repülőgép-szerencsétlenségben (Bar Harbor Airlines 1808-as járat).
Smith Houltonban született, szüleivel, Arthurral és Jane-nel élt. Ötéves korában II. Erzsébet brit királynőnek megírta levélben, hogy kedveli őt. Szeretett olvasni, utcai hokizni, rollerezni, szerette a softballt és a tudományokat. 1980-ban családja az amerikai Manchester városba költözött, a Manchester Elementary School-ban folytatta tanulmányait. Édesapja a University of Maine at Augusta tanára volt, ahol írást és irodalmat oktatott. Édesanyja szociális munkásként keresett pénzt. Ebben az időben hidegháború-ellenes tiltakozások voltak Európában és Amerikában.

## Levélváltás
Smith ötödik osztályosként levelett küldött a szovjet vezetőnek. Próbálta megérteni a Szovjetunió és Amerika viszonyát.

Kedves Andropov úr!
A nevem Samantha Smith. Tízéves vagyok. Gratulálok az új munkájához. Félek, hogy Oroszország és az Egyesült Államok közt atomháború tör ki. Ön a háborúra fog szavazni? Ha nem, akkor kérem, mondja el, hogy próbálja megakadályozni, hogy háború legyen. Erre nem muszáj válaszolnia, de szeretném tudni, miért akarja meghódítani a világot vagy legalábbis a mi országunkat. Isten azért teremtette nekünk a világot, hogy békében éljünk együtt, nem azért, hogy harcoljunk.
Üdvözlettel,
Samantha Smith

Levele a Pravda szovjet újságban jelent meg elsőnek 1983. április 12-én. Samantha boldogan fedezte fel, hogy levele publikálva lett a nyomtatott sajtóban, habár nem kapott rá választ. Ekkor elküldte a Szovjetunió nagykövetének. 1983. április 26-án érkezett Andropov levele.

Kedves Samantha!
Megkaptam a leveledet, ami nagyon hasonlít sok másikhoz, amit a te országodból és a világ más országaiból kaptam.
Úgy látom – látszik a leveledből –, hogy bátor és őszinte kislány vagy, hasonlítasz Beckyre, Tom Sawyer barátjára honfitársad, Mark Twain híres könyvében. Ezt a könyvet a mi országunkban is ismeri és szereti minden kisfiú és kislány.
Azt írod, aggódsz, hogy lesz-e atomháború az országaink közt, és kéred, tegyünk meg mindent, hogy ne legyen.
A kérdésed a legfontosabb minden kérdés közül, amit gondolkodó ember fel tud tenni. Komolyan és őszintén válaszolok neked.
Igen, Samantha, mi itt a Szovjetunióban valóban igyekszünk mindent megtenni, hogy ne legyen háború a Földön. Ezt akarja minden szovjet. Erre tanított minket államunk nagy alapítója, Vlagyimir Lenin.
A szovjet nép nagyon jól tudja, milyen borzalmas dolog a háború. Negyvenkét évvel ezelőtt a náci Németország, ami meg akarta hódítani az egész világot, megtámadta az országunkat, felégette és elpusztította sok városunkat és falunkat, és megölt több millió szovjet férfit, nőt és gyermeket.
Ebben a háborúban, ami a győzelmünkkel végződött, szövetségesei voltunk az Egyesült Államoknak: együtt küzdöttünk azért, hogy sok nép felszabaduljon a náci megszállás alól. Remélem, ezt te is tudod már az iskolai történelemórákról. És ma is nagyon szeretnénk békében élni, szeretnénk kereskedni és együttműködni minden országgal a földön, a közeliekkel és távoliakkal is, és természetesen olyan nagyszerű országgal is, mint az Amerikai Egyesült Államok.
Amerikában és a mi országunkban is vannak atomfegyverek – szörnyű fegyverek, melyek több millió embert képesek megölni egy pillanat alatt. De soha nem akarjuk használni őket. Ezért jelentette ki a Szovjetunió ünnepélyesen az egész világ felé, hogy soha, soha nem fog elsőként támadni atomfegyverrel egy másik országra. Azt is javasoljuk, hogy az atomfegyverek további gyártását állítsák le és számolják fel a rendelkezésre álló készleteket az egész Földön.
Azt hiszem, ez megfelelő válasz második kérdésedre is: „Miért akarja meghódítani a világot vagy legalábbis a mi országunkat?” Semmi ilyesmit nem akarunk. Az országunkban senki, sem munkás, sem paraszt, sem író, sem orvos, sem felnőtt, sem gyermek, a parlament egy tagja sem szeretne sem nagy, sem „kicsi” háborút.
Békét akarunk. Vannak dolgok, amikkel foglalkozunk: gabonatermesztéssel, építkezéssel és találmányokkal, könyvek írásával és a világűr felfedezésével. Békét akarunk magunknak és a bolygó minden népe számára is. A mi gyermekeinknek is és neked is, Samantha.
Meghívlak, ha a szüleid elengednek, hogy gyere el az országunkba, legjobb, ha már ezen a nyáron. Sokat tanulhatsz az országunkról, találkozhatsz a veled egyidősekkel, meglátogathatsz egy nemzetközi gyermektábort, az Arteket a tengeren. Akkor magad is láthatod: a Szovjetunióban mindenki békére és a népek közti barátságra vágyik.
Köszönöm leveled. A legjobbakat kívánom neked fiatal életedben.
J. Andropov

## A fiatal nagykövet

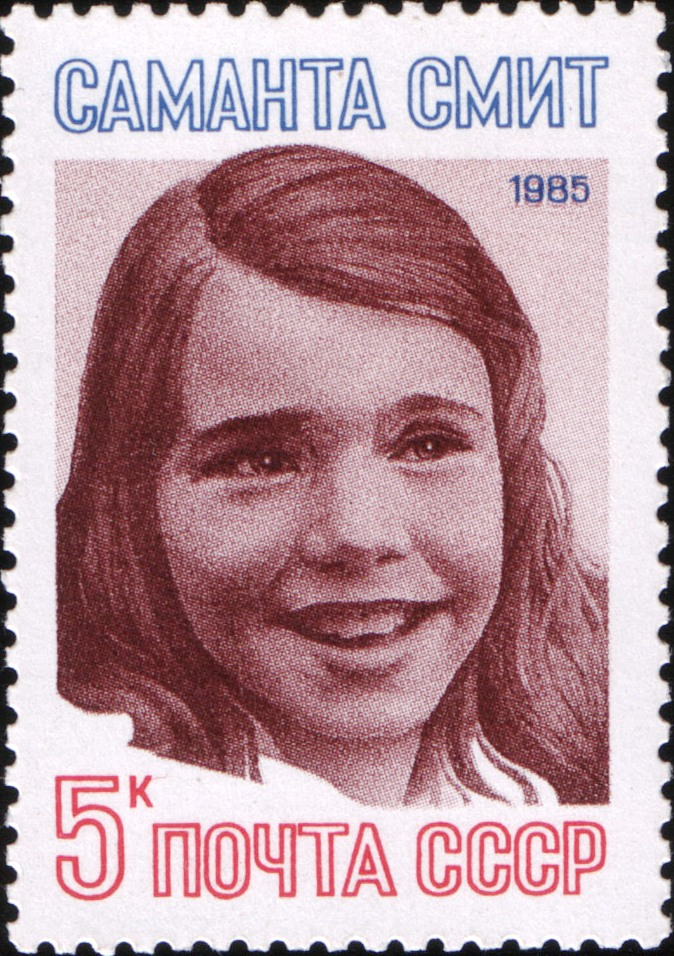
Samantha Smith szovjet bélyegen (1985)

Ted Koppel, Johnny Carson és más nagy médiaszemélyiségek interjúvolták meg Smitht. A kislány szüleivel együtt 1983. július 7-én utazott Moszkvába, hogy két hetet töltsenek ott Andropov vendégeként. A kirándulás alkalmával ellátogatottak Leningrádba és az Artyek gyermektáborba is, mely a Krím-félszigeten, Hurzuf város mellett található. Samantha Smith leírta Leningrádban a könyvébe, hogy ő és családja le volt nyűgözve az oroszok barátságosságán. Egy moszkvai konferencián beszélve Smith kijelentette az „oroszok olyanok, mint mi”.
Az Artyek gyermektáborban inkább az oroszokkal maradt, mintsem külön szálláson legyen, amit eredetileg ajánlottak neki. A kommunikáció könnyítése végett angoltanárok és diákok mellett lett elszállásolva. A diákotthonban kilenc lánnyal lakott együtt, idejét úszással, beszélgetéssel, orosz énekek és táncok tanulásával töltötte. Sok barátot szerzett köztük a leningrádi Natasha Kasirinát, aki folyékonyan beszélt angolul.
Andropov, aki ekkor már súlyos beteg volt, nem tudott találkozni Smithszel, csak telefonon beszéltek. Valentyina Tyereskova - az első nő, aki az űrben járt - felhívta telefonon Smitht. Samantha nem tudván kivel is beszél, rövid beszélgetés után letette a telefont. A média követte a lány minden lépését, fotók, újságcikkek jelentek meg róla. 1983. július 22-én tért vissza hazájába, ahol városában Maine-ben rózsával, vörös szőnyeggel és limuzinnal várták az emberek. Népszerűsége tovább nőtt hazájában, pár kritikától eltekintve, ahol szkeptikusan fogadták a tízéves lányt, mondván, hogy Smith akaratlanul a szovjet propagandát szolgálta ki.
1983 decemberében meghívást kapott „Amerika legfiatalabb nagykövete”-ként Japánba, ahol a miniszterelnökkel Nakaszone Jaszuhiróval találkozott. Japán Kóbe városában a Nemzetközi Gyermekek Szimpóziumán (Children's International Symposium) beszédében javasolta, hogy amerikai és szovjet vezetők küldjék cserediákként unokájukat egymás országába kétéves váltással. Tekintve, hogy úgyse dobnak bombát oda, ahol az unoka látogatóban van. Utazása más nagyköveteket is inspirált, hogy utazást tegyenek az „ellenséges” országban. A tizenegy éves Katya Licseva így jutott el Amerikába. Smith a Szovjetunióba tett kirándulásáról írta meg a Journey to the Soviet Union című könyvét.
1985-ben szerepet kapott a Lime Street című televíziós sorozatban. 1985. augusztus 25-én a forgatásról utazott haza a Bar Harbor Airlines 1808-as járatán. A gép balesetet szenvedett, amelyben a fedélzeten lévő nyolc személy, köztük Smith és apja életét vesztette.